# 梅克
梅克（1923年3月4日—1994年2月16日），女，四川成都人。中国教育工作者，原北京市教育局副局长，北京市教育科学研究所所长、研究员。

## 生平
1923年生于四川成都。1946年8月毕业于国立北平艺术专科学校。1946年10月至1949年3月，在清华大学图书馆及建筑系工作。1948年5月，在崔月犁、陆琳介绍下加入中国共产党。1949年3月后，历任輔仁大學附屬中學、贝满女中党支部书记兼政治教师，北京市女三中党支部书记、教导主任、校长。1956年至1957年，在中央教育行政学院学习。1957年，任中共北京市西城区委教育部副部长。1961年至1966年，任北京市教育局教改研究室主任。1972年起，任北京市西城区教育局党委常委兼副主任。1976年粉碎四人帮后，任局长兼党委书记。1977年，任中共北京市西城区委副书记兼副区长。1980年10月至1981年5月，在中共中央党校学习。1981年5月起，任北京市教育局副局长兼教育科学研究所首任所长。1987年6月退居二线，任中国教育学会理事，北京市教育学会副会长，中国陶行知研究会常务理事，全国教育科学规划领导小组发展战略及教育管理学科规划组成员等职务。1988年12月离休，1994年2月16日22时20分在北京逝世。

## 出版物
- . 北京教育出版社. 1995. ISBN 7530308378.